# Ключ 78
| 歹                     | 歹                        | 歹                        |
| ---------------------- | ------------------------- | ------------------------- |
| 77                     | 78                        | 79                        |
| Піньінь:               | dǎi                       | dǎi                       |
| Чжуїнь:                | ㄉㄞˇ                     | ㄉㄞˇ                     |
| Вейд-Джайлз:           | tai3                      | tai3                      |
| Ютпхін:                | aat3 daai2                | aat3 daai2                |
| Он:                    |                           |                           |
| Кун:                   |                           |                           |
| Кандзі:                | 歹偏 gatsuhen             | 歹偏 gatsuhen             |
| Хун:                   | 뼈앙상할 ppyeo angsanghal | 뼈앙상할 ppyeo angsanghal |
| Им:                    | 알 al                     | 알 al                     |
| Індекс у Вікісловнику: | 歹                        | 歹                        |

Ключ 78 — ієрогліфічний ключ, що означає смерть і є одним із 34 (загалом існує 214) ключів Кансі, що складаються з чотирьох рисок.
У Словнику Кансі 231 символ із 40 030 використовує цей ключ.

## Символи, що використовують ключ 78

Як писати ієрогліф.

| без додаткових | 歹 歺                   |
| 2 додаткові    | 死                      |
| 3 додаткові    | 歼                      |
| 4 додаткові    | 歽 歾 歿 殀 殁          |
| 5 додаткових   | 殂 殃 殄 殅 殆 殇       |
| 6 додаткових   | 殈 殉 殊 残             |
| 7 додаткових   | 殌 殍 殎 殏 殐 殑 殒 殓 |
| 8 додаткових   | 殔 殕 殖 殗 殘 殙 殚    |
| 9 додаткових   | 殛 殜                   |
| 10 додаткових  | 殝 殞 殟 殠 殡          |
| 11 додаткових  | 殢 殣 殤 殥 殦          |
| 12 додаткових  | 殧 殨 殩 殪 殫          |
| 13 додаткових  | 殬 殭 殮                |
| 14 додаткових  | 殯                      |
| 15 додаткових  | 殰 殱                   |
| 17 додаткових  | 殲                      |